# Sylvains-les-Moulins
Sylvains-les-Moulins és un municipi francès situat al departament de l'Eure i a la regió de Normandia. L'any 2007 tenia 1.120 habitants.

## Demografia

### Població
El 2007 la població de fet de Sylvains-les-Moulins era de 1.120 persones. Hi havia 395 famílies de les quals 50 eren unipersonals (23 homes vivint sols i 27 dones vivint soles), 129 parelles sense fills, 200 parelles amb fills i 16 famílies monoparentals amb fills.
La població ha evolucionat segons el següent gràfic:
Habitants censats

### Habitatges
El 2007 hi havia 485 habitatges, 407 eren l'habitatge principal de la família, 65 eren segones residències i 13 estaven desocupats. 477 eren cases i 4 eren apartaments. Dels 407 habitatges principals, 360 estaven ocupats pels seus propietaris, 37 estaven llogats i ocupats pels llogaters i 10 estaven cedits a títol gratuït; 2 tenien una cambra, 15 en tenien dues, 33 en tenien tres, 74 en tenien quatre i 283 en tenien cinc o més. 333 habitatges disposaven pel capbaix d'una plaça de pàrquing. A 131 habitatges hi havia un automòbil i a 264 n'hi havia dos o més.

### Piràmide de població
La piràmide de població per edats i sexe el 2009 era:
| Homes | Edats   | Dones |
| ----- | ------- | ----- |
| 0     | 95 o +  | 0     |
| 0     | 90 a 94 | 4     |
| 4     | 85 a 89 | 0     |
| 0     | 80 a 84 | 0     |
| 0     | 75 a 79 | 0     |
| 24    | 70 a 74 | 16    |
| 20    | 65 a 69 | 32    |
| 16    | 60 a 64 | 20    |
| 12    | 55 a 59 | 20    |
| 40    | 50 a 54 | 24    |
| 48    | 45 a 49 | 44    |
| 64    | 40 a 44 | 36    |
| 32    | 35 a 39 | 52    |
| 32    | 30 a 34 | 32    |
| 24    | 25 a 29 | 20    |
| 20    | 20 a 24 | 16    |
| 24    | 15 a 19 | 64    |
| 44    | 10 a 14 | 32    |
| 24    | 5 a 9   | 28    |
| 24    | 0 a 4   | 16    |

## Economia
El 2007 la població en edat de treballar era de 729 persones, 562 eren actives i 167 eren inactives. De les 562 persones actives 534 estaven ocupades (276 homes i 258 dones) i 29 estaven aturades (16 homes i 13 dones). De les 167 persones inactives 58 estaven jubilades, 64 estaven estudiant i 45 estaven classificades com a «altres inactius».

### Ingressos
El 2009 a Sylvains-les-Moulins hi havia 415 unitats fiscals que integraven 1.213,5 persones, la mediana anual d'ingressos fiscals per persona era de 22.716 €.

### Activitats econòmiques
Dels 51 establiments que hi havia el 2007, 1 era d'una empresa extractiva, 2 d'empreses de fabricació de material elèctric, 5 d'empreses de fabricació d'altres productes industrials, 11 d'empreses de construcció, 6 d'empreses de comerç i reparació d'automòbils, 1 d'una empresa de transport, 2 d'empreses d'hostatgeria i restauració, 1 d'una empresa d'informació i comunicació, 1 d'una empresa immobiliària, 15 d'empreses de serveis, 4 d'entitats de l'administració pública i 2 d'empreses classificades com a «altres activitats de serveis».
Dels 11 establiments de servei als particulars que hi havia el 2009, 1 era un paleta, 1 guixaire pintor, 5 fusteries, 2 lampisteries i 2 electricistes.
L'únic establiment comercial que hi havia el 2009 era una botiga de roba.
L'any 2000 a Sylvains-les-Moulins hi havia 16 explotacions agrícoles que ocupaven un total de 1.308 hectàrees.

## Equipaments sanitaris i escolars
El 2009 hi havia una escola elemental integrada dins d'un grup escolar amb les comunes properes formant una escola dispersa.

## Poblacions més properes
El següent diagrama mostra les poblacions més properes.